# Esquilo-voador-mexicano
O esquilo-voador-mexicano (Glaucomys volans) é uma das três espécies de esquilo-voador encontradas na América do Norte. Ele é encontrado em florestas decíduas e mistas na metade leste da América do Norte, do sudeste do Canadá até a Flórida. Populações disjuntas dessa espécie foram registradas nas terras altas do México, Guatemala e Honduras.

## Descrição e ecologia

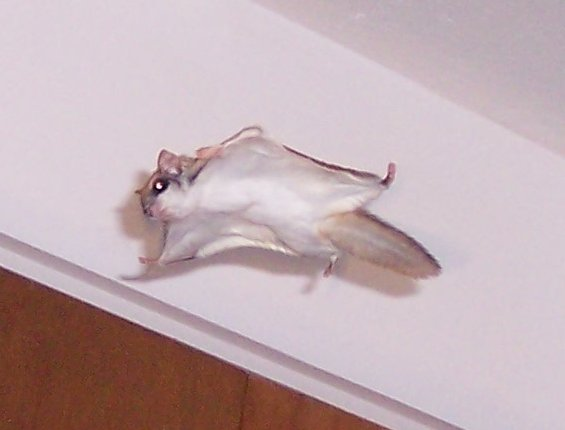
Esquilo-voador em voo

Os esquilos-voadores-mexicanos têm pelagem marrom-acinzentada na parte superior, com flancos mais escuros e cor creme na parte inferior. Eles têm olhos grandes e escuros e caudas achatadas. Eles têm uma membrana peluda chamada patágio que se estende entre as pernas dianteiras e traseiras e é usada para planar pelo ar. O comprimento total (incluindo a cauda) é de 21 a 26 cm. A cauda pode ter de 8 a 12 cm.
Eles são noturnos. Alimentam-se de frutas e nozes de árvores como carvalho-vermelho, carvalho-branco, Carya e Fagus. Eles armazenam alimentos para consumo no inverno. Também se alimentam de insetos, brotos, cogumelos, fungos micorrízicos, carniça, ovos de pássaros, filhotes e flores. Os predadores incluem cobras, corujas, gaviões e guaxinins. Os gatos domésticos também podem ser predadores em potencial.

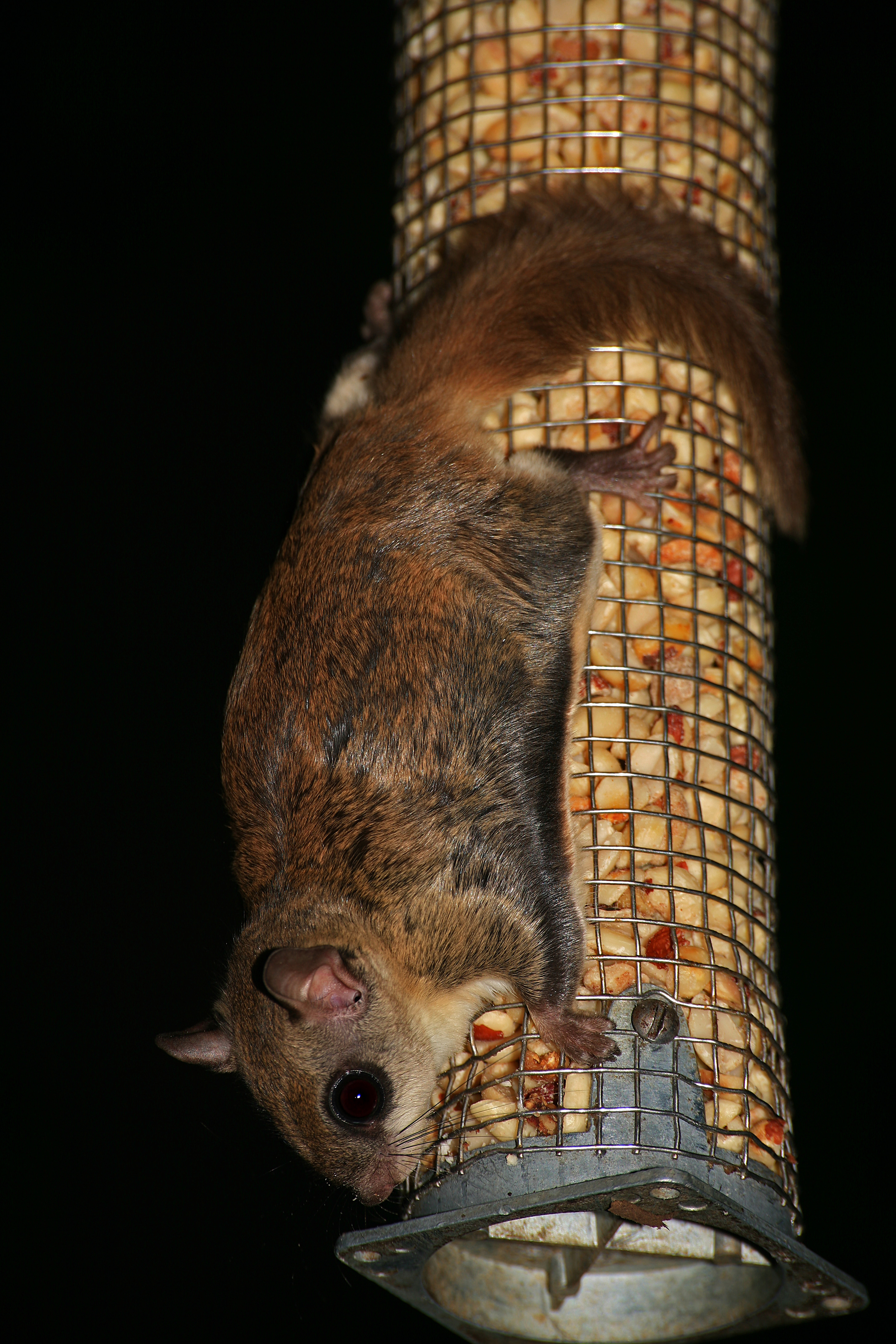
Esquilo-voador-mexicano em um alimentador de aves em Cleveland, Ohio.

Tanto na natureza quanto em cativeiro, eles podem produzir duas ninhadas por ano (com 2 a 7 filhotes por ninhada). O período de gestação é de aproximadamente 40 dias. Os filhotes nascem sem pelagem ou qualquer capacidade própria. Suas orelhas se abrem com 2 a 6 dias de idade e a pelagem cresce em 7 dias. Seus olhos não se abrem até os 24-30 dias de idade. As mães desmamam seus filhotes 65 dias após o nascimento. Os filhotes se tornam totalmente independentes por volta dos 120 dias de idade.
Os esquilos-voadores-mexicanos demonstram habilidades substanciais de retorno ao lar e podem retornar aos seus ninhos se forem removidos artificialmente a distâncias de até um quilômetro. Suas áreas de vida podem ter até 40.000 metros quadrados para as fêmeas e o dobro disso para os machos, tendendo a ser maiores no extremo norte de sua área de vida.
A exposição aos esquilos-voadores-mexicanos tem sido associada a casos de tifo epidêmico em humanos. O tifo transmitido pelos esquilos-voadores é conhecido como “tifo silvestre” e os Centros de Controle e Prevenção de Doenças documentaram um total de 39 casos desse tipo nos EUA de 1976 a 2001. O esquilo atua como hospedeiro da bactéria Rickettsia prowazekii e a hipótese é que a transmissão para humanos ocorra por meio de fezes aerossolizadas das pulgas e piolhos associados ao G. volans.

## Voos
Os esquilos-voadores não voam de fato, mas planam usando uma membrana chamada patágio. Do alto das árvores, os esquilos-voadores podem iniciar os voos a partir de uma corrida ou de uma posição estacionária, colocando os membros sob o corpo, retraindo a cabeça e, em seguida, impulsionando-se para fora da árvore. Acredita-se que eles usem a triangulação para estimar a distância da área de pouso, já que frequentemente se inclinam e giram de um lado para o outro antes de saltar. Uma vez no ar, eles formam um “X” com os membros, estendendo os braços longos para a frente e para fora e as pernas longas para trás e para fora, fazendo com que a membrana se estique em forma de quadrado e deslize para baixo em ângulos de 30 a 40 graus. Eles manobram com grande eficiência no ar, fazendo curvas de 90 graus em torno de obstáculos, se necessário. Pouco antes de chegar a uma árvore, eles levantam suas caudas achatadas, o que muda abruptamente sua trajetória para cima, e apontam todos os seus membros para a frente para criar um efeito de paraquedas com a membrana, a fim de reduzir o choque da aterrissagem. Os membros absorvem o restante do impacto e os esquilos correm imediatamente para o outro lado do tronco ou para o topo da árvore a fim de evitar predadores em potencial. Embora sejam graciosos no voo, eles são muito desajeitados ao caminhar e, se estiverem no chão na presença de perigo, preferem se esconder em vez de tentar escapar.

## Habitat
O esquilo-voador-mexicano é encontrado em florestas decíduas orientais ou florestas mistas da América do Norte. Árvores grandes de Carya e Fagus são mais abundantes em áreas intensamente usadas em suas áreas de vida. Além disso, o Acer e o Populus, bem como os carvalhos, são habitats favoráveis. Embora os esquilos-voadores-mexicanos possam estar presentes em regiões suburbanas densamente arborizadas, eles nunca aparecem em grande número nessas áreas.
O tamanho da área de vida dos esquilos-voadores-mexicanos varia muito. As estimativas médias de área de vida são de 2,45 hectares, 9 hectares, e 16 hectares para machos adultos, 1,95 hectares, 3,9 hectares, e 7,2 hectares para fêmeas adultas e 0,61 hectares para filhotes. Existe uma sobreposição significativa entre as áreas de vida. Perto do limite norte da distribuição dos esquilos-voadores-mexicanos, a área de vida aumenta de tamanho à medida que as árvores produtoras de mastro se tornam mais dispersas. Essa tendência também é observada em florestas fragmentadas, onde as áreas de nidificação e forrageamento se tornam amplamente espaçadas.
A área de vida é maior nos machos do que nas fêmeas, possivelmente para aumentar a chance de encontrar parceiras em potencial. Embora os machos tenham uma área de vida maior, foi demonstrado que a área de vida das fêmeas aumenta em até 70% após a saída dos filhotes.
O número de locais de nidificação não influencia o número total de esquilos-voadores, mas pode influenciar o sexo que estará presente. As áreas de vida dos machos contêm mais alimentos, pois foram associadas a um número maior do que o esperado de grandes carvalhos-vermelhos e carvalhos-brancos, enquanto as áreas de vida das fêmeas continham menos recursos alimentares e locais de nidificação mais abundantes, possivelmente para evitar o contato com outros esquilos durante a criação dos filhotes.
Os esquilos-voadores-mexicanos fazem seus ninhos em cavidades naturais e buracos de pica-paus, ou constroem ninhos de folhas e galhos. Os ninhos de folhas são usados como refúgio ou local de descanso e são usados principalmente no verão, enquanto as cavidades são usadas para reprodução e mais intensamente durante o inverno. As cavidades usadas pelos esquilos-voadores-mexicanos são encontradas em pequenos troncos, com CAP de 23,27 cm, ou em grandes árvores vivas, com CAP de 50,42 cm, com entradas com largura média de 4,7 cm por 9,4 cm de altura, que ficam em média 6,36 m acima do solo.
As tocas tendem a ficar no perímetro da área de vida e situadas longe de clareiras. Para atravessar distúrbios, como plantações e áreas desmatadas, os esquilos-voadores-mexicanos preferem usar corredores ecológicos de florestas maduras em vez de corredores ecológicos mais jovens, o que sugere que eles são mais sensíveis a distúrbios florestais do que se acreditava anteriormente.

## Comportamento
Os esquilos-voadores-mexicanos são mamíferos altamente sociais e têm sido observados voando e forrageando juntos em grandes grupos. Além disso, eles costumam se agregar em tocas, especialmente quando as temperaturas sazonais diminuem para conservar energia. Em comparação com indivíduos que fazem ninhos sozinhos no inverno, os esquilos em grupos podem economizar 30% mais energia. Embora os esquilos-voadores-mexicanos demonstrem preferência por parentesco, eles são tolerantes com indivíduos não aparentados, mas familiares, possivelmente porque, além de fornecer energia térmica para o grupo, os forasteiros promoverão a reprodução. No entanto, nos meses de verão, eles tendem a procurar alimentos e a se esconder sozinhos em sua área de residência.
Mull afirmou que o aninhamento comunitário pode, na verdade, ser prejudicial durante o clima quente e é desnecessário na parte sul da área de distribuição da espécie. No entanto, Layne e Raymond observaram ninhos na Flórida e descobriram que as populações do sul também fazem ninhos em grandes grupos (até 25 indivíduos) e que, em comparação com as populações do norte, o período de ninhos comunitários elevados se estende até mais tarde na primavera. Nesse estudo, as temperaturas dos ninhos ocasionalmente excederam 38°C, enquanto a temperatura corporal normal dos esquilos-voadores-mexicanos varia entre 36,3 e 38,9°C. Como as populações do sul se reproduzem mais tarde na primavera do que as populações do norte, essas descobertas sugerem que a nidificação em grupo serve mais do que uma função termorreguladora e pode, na verdade, desempenhar um papel na organização social das populações. As vantagens propostas da agregação incluem maior probabilidade de acasalamento, maior defesa contra predadores ou maior sucesso na busca de alimentos.
Descobriu-se que as populações que fazem ninhos juntos são mais altamente relacionadas do que o esperado por acaso e acredita-se que isso possa ser uma forma de seleção de parentesco, pois o alimento armazenado de um indivíduo pode ser benéfico para a sobrevivência de seus parentes em caso de morte.
Winterrowd e Weigl realizaram experimentos em condições controladas para determinar se a memória, o olfato, a busca aleatória ou a resolução de problemas desempenhavam o papel principal na recuperação de alimentos escondidos. Ao enterrar nozes secas em substrato seco, nenhum odor está presente e a memória espacial é o mecanismo de recuperação mais eficaz, sugerindo que não há nenhuma aptidão inclusiva envolvida no comportamento de acumulação. No entanto, uma vez colocado em um ambiente úmido, o cheiro se torna um meio eficaz de recuperar o alimento e diminui a vantagem dos indivíduos sobre os outros membros do grupo. Experimentos para determinar se um esquilo roubaria de outros no grupo revelaram que não existe um padrão específico e que o alimento escondido é recuperado de acordo com sua disponibilidade.

## Esportes e cultura popular
- Richmond Flying Squirrels [en] - Equipe afiliada da Liga Leste do San Francisco Giants. Essa equipe sediada na Virgínia tem seu nome, logotipo e mascote inspirados no esquilo-voador-mexicano.[29]
- O jogo Pokémon Black and White se passa na região de Unova (baseada no leste dos Estados Unidos) e contêm Emolga, um Pokémon do tipo elétrico/voador baseado no esquilo-voador-mexicano.[30]
- A série animada de televisão The Adventures of Rocky and Bullwinkle and Friends apresenta o esquilo-voador antropomórfico Rocket J. (“Rocky”) Squirrel.[31]